# Den onde cirkel (film)
 For alternative betydninger, se Den onde cirkel. (Se også artikler, som begynder med Den onde cirkel)
Den onde cirkel er en dansk kortfilm fra 1984 instrueret af Lone Scherfig efter eget manuskript.

## Handling
En forfalden dødsdrom kaster sin skygge over den tankstation, hvor en ung mand tilfældigt ankommer og slår sig ned.

## Medvirkende
- Martin Rode
- John McEwan
- Lisa Als Andersen
- Vivi Bak
- Anne-Lise Gabold
- Willin Bjørn von Bülow
- Fritz von Bülow
- Karsten Grønborg
- Karen Mortensen
- Peter Neergaard
- Søren Nørregaard
- Niels Slemann
- Lars Sidenius